# فینال سوپر جام فوتبال اسپانیا ۲۰۲۰
فینال سوپر جام اسپانیا ۲۰۲۰ برندهٔ سوپر جام اسپانیا ۲۰–۲۰۱۹، سی و ششمین دوره مسابقات سالانه سوپر جام فوتبال اسپانیا را تعیین کرد. این بازی در ۱۲ ژانویهٔ ۲۰۲۰ در شهر ورزشی ملک عبدالله در جده عربستان سعودی برگزار شد. در فینال رقبای شهری رئال مادرید و اتلتیکو مادرید حضور داشتند.
رئال مادرید پس از تساوی ۰–۰ در وقت بازی، در ضربات پنالتی ۴–۱ پیروز شد، تا یازدهمین عنوان سوپر جام خود را به‌دست آورد.